# 博曾滕

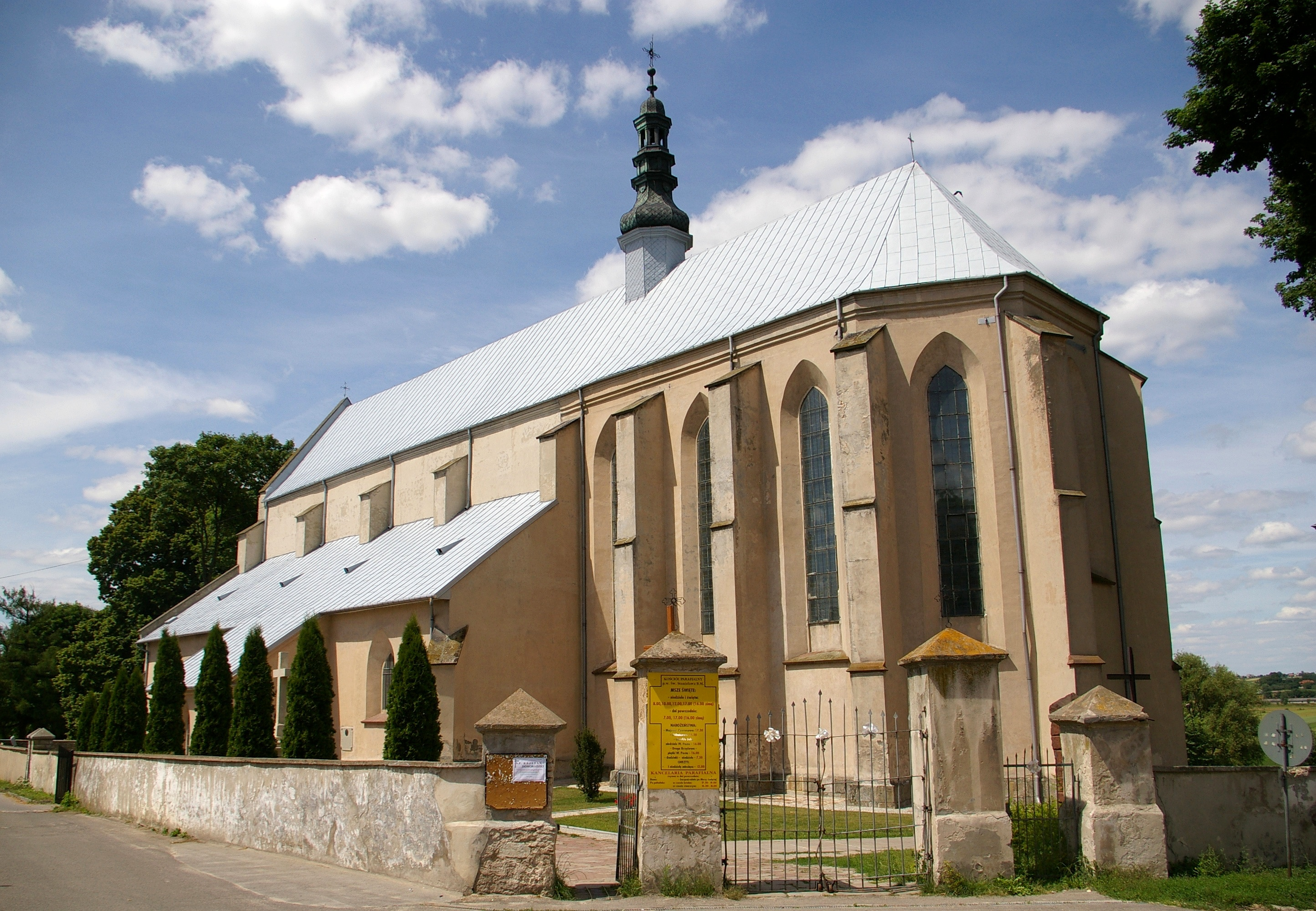

博曾滕是波蘭的城鎮，位於該國東南部，由聖十字省負責管轄，始建於1355年，面積8.65平方公里，海拔高度274米，主要經濟活動是服務業和旅遊業，2010年人口2,223。

## 外部連結
- Official town webpage

50°56′30″N 20°57′30″E / 50.94167°N 20.95833°E